# Rue de l'Assemblée-Nationale
La rue de l'Assemblée-Nationale est une voie du quartier des Chantiers de Versailles, en France.

## Situation et accès
La rue de l'Assemblée-Nationale est une voie publique située dans le quartier des Chantiers de Versailles. Elle débute au 22, avenue de Paris et se termine au 17, rue des États-Généraux.

## Origine du nom
La rue de l'Assemblée-Nationale tire son nom du fait qu'elle longe l'hôtel des Menus-Plaisirs, situé au 22, avenue de Paris, et où se sont réunis les 1 200 députés convoqués pour les États généraux de 1789 dont la séance inaugurale s’ouvre le 5 mai 1789 en présence du roi, et où les représentants du Tiers-État, le 17 juin 1789, se proclament Assemblée nationale.

## Historique
La rue de l'Assemblée-Nationale constitue une partie de l'ancienne rue Saint-Martin, voie qui reliait l'avenue de Paris à la grille Saint-Martin par les actuelles rue de l'Assemblée-Nationale, rue Édouard-Lefèbvre et rue Édouard-Charton.